# قزعة البير
قزعة البير قرية سعودية، تتبع مركز الجائزة في محافظة الليث بمنطقة مكة المكرمة.